# 掸邦军

基于不同掸族组织人员制服上的旗帜而制作的徽章

掸邦军（縮寫 SSA），是活动于缅甸掸邦的一支少数民族地方武装。该武装成立于1964年，由两支武装合并而成。 
掸邦军招募并培训了数千名加入其队伍的本地掸族人。虽然他们的最初目的是为了争取掸邦的自治权，但后来他们的战役扩大到与缅甸共产党、中国国民党军队以及本地的鸦片走私分子。然而，还未实现其目标，掸邦军便于1976年解散。后来在此基础上成立了北掸邦军与南掸邦军，但是掸邦军并没有与任何一个组织有直接联系。